# Еглвил
Еглвил (фр. Aigleville) насеље је и општина у северној Француској у региону Горња Нормандија, у департману Ер која припада префектури Евре.
По подацима из 2011. године у општини је живело 345 становника, а густина насељености је износила 106,48 становника/km². Општина се простире на површини од 3,24 km². Налази се на средњој надморској висини од 140 метара (максималној 137 m, а минималној 75 m).

## Демографија
| 1962. | 1968. | 1975. | 1982. | 1990. | 1999. | 2011. |
| ----- | ----- | ----- | ----- | ----- | ----- | ----- |
| 56    | 74    | 92    | 75    | 104   | 248   | 345   |

График промене броја становника у току последњих година